# Dietrich von Saucken
Dietrich Friedrich Eduard Kasimir von Saucken  (Fischhausen (het huidige Primorsk), 16 mei 1892 – Pullach im Isartal, 27 september 1980) was een Duits aristocraat en militair die het tot General der Panzertruppe (driesterrengeneraal) bracht. Hij werd gedecoreerd met het Ridderkruis van het IJzeren Kruis met Eikenloof, Zwaarden en Briljanten.
Van de ruim 10 miljoen militairen die Duitsland tijdens de oorlog onder de wapenen had, kregen slechts 27 deze onderscheiding.
Dietrich von Saucken die ook in de Eerste Wereldoorlog had gevochten werd tijdens de Tweede Wereldoorlog door de Sovjets gevangengenomen. Hij werd in gevangenschap vervolgd en veroordeeld wegens oorlogsmisdaden.
In de gevangenis van Orjol werd generaal von Saucken door de Sovjet-militaire inlichtingendienst, de MGB, zo zwaar mishandeld dat hij later op een rolstoel was aangewezen. Na de oorlog associeerde de in 1955 vrijgelaten Saucken zich niet met de neonazi's en andere rechts-extreme politieke stromingen. Hij werd kunstschilder in München.

## Beroemd voorval
Toen Hitler hem vertelde dat hij zijn orders moest aannemen van Albert Forster, de Gouwleider van Danzig, antwoordde Saucken Hitlers blik ... en sloeg op de marmeren plaat van de kaartentafel met zijn vlakke hand, en antwoordde "Ik heb niet de intentie, Herr Hitler, om mijzelf te plaatsen onder het bevel van een Gouwleider". Daarmee had hij Hitler botweg tegengesproken en hem niet als Mein Führer aangesproken.
Tot ieders verrassing die present waren, capituleerde Hitler en antwoordde "In orde, Saucken, hou het commando zelf maar." Hitler liet de generaal inrukken zonder zijn hand te schudden en Saucken verliet de kamer zonder een geringste hint van een buiging.

Dit vermeende voorval wordt echter bestreden door Heinz Linge in zijn boek 'In het voetspoor van de Führer'. Generaal Von Saucken gold als een loyaal commandant waarbij dit gedrag zeker niet paste (hij ontving op 8 mei nog de Briljanten bij het Ridderkruis met Eikenloof en Zwaarden) Daarnaast, het feit dat hij Hitler niet zou hebben aangesproken met 'Mein Führer' en met de vlakke hand op de kaartentafel zou hebben geslagen omschrijft Linge als volstrekt ongeloofwaardig

## Militaire loopbaan
- Fahnenjunker: 1 oktober 1910[6]
- Fähnrich: 18 augustus 1911[6]
- Leutnant: 19 juni 1912[6][4]
- Oberleutnant: 18 augustus 1917[6][4]
- Rittmeister: 1 januari 1925[6]
- Major: 1 april 1934[4]
- Oberstleutnant: 1 oktober 1936[6][4]
- Oberst: 1 juni 1939[6][4]
- Generalmajor: 1 januari 1942[6][15]
- Generalleutnant: 1 april 1943[6][15]
- General der Panzertruppe: 1 augustus 1944[6][16]

## Decoraties
- Ridderkruis van het IJzeren Kruis (nr.790) op 6 januari 1942 als Generalmajor en Commandant van het 4e Pantserdivisie[17][18][6][15]
- Ridderkruis van het IJzeren Kruis met Eikenloof (nr.281) op 22 augustus 1943 als Generalleutnant en Commandant van het 4e Pantserdivisie[17][18][6][16]
- Ridderkruis van het IJzeren Kruis met Eikenloof en Zwaarden (nr.46) op 31 januari 1944 als Generalleutnant en Commandant van het 4e Pantserdivisie[17][18][6]
- Ridderkruis van het IJzeren Kruis met Eikenloof, Zwaarden en Briljanten (nr.27) op 8 mei 1945 als General der Panzertruppe en Opperbevelhebber van AOK Ostpreußen[17][18][6][16]
- IJzeren Kruis 1914, 1e Klasse (23 mei 1916)[6][18] en 2e Klasse (19 oktober 1914)[18][6][19]
- Ridderkruis in de Huisorde van Hohenzollern met Zwaarden[20]
- Kruis voor Militaire Verdienste (Oostenrijk-Hongarije), 3e Klasse met Oorlogsdecoratie[20]
- Orde van Militaire Verdienste (Beieren), 3e Klasse[20]
- Panzerkampfabzeichen in zilver (zonder getal)[18]
- Kruis voor Oorlogsverdienste, 1e Klasse en 2e Klasse met Zwaarden[20]
- Herhalingsgesp bij IJzeren Kruis 1939, 1e Klasse (3 oktober 1939)[18][6] en 2e Klasse (13 september 1939)[18][6][19]
- Gewondeninsigne 1939 in goud[20]en zilver en zwart
- Erekruis voor de Wereldoorlog[20]
- Dienstonderscheiding van Leger en Marine voor (25 dienstjaren)[6]
- Medaille Winterschlacht im Osten 1941/42[6][20]
- Hij werd drie maal genoemd in het Wehrmachtsbericht. Dat gebeurde op:
  - 3 december 1943[6][18]; citaat Wehrmachtsbericht:
  - „In den zähen und erbitterten Abwehrkämpfen der vergangen Tage haben sich die main-fränkische 4. Panzerdivision unter Generalleutnant v. Saucken und die bayerische 296. Infanteriedivision unter Generalleutnant Kullmer bei schwierigsten Kampfverhältnissen alle Durchbruchsversuche der Sowjets vereitelt."[4]
  - 5 juli 1944[6][18]; citaat Wehrmachtsbericht:
  - „Hier schoß eine Panzerkampfgruppe unter Führung des Generalleutnants von Saucken in beweglicher Kampfführung in der Zeit vom 27. Juni bis 3. Juli 232 feindliche Panzer ab."[4]
  - 9 mei 1945[6][18]; citaat Wehrmachtsbericht:
  - „Dem Oberbefehlshaber, General der Panzertruppe von Saucken, wurden als Anerkennung für die vorbildliche Haltung seiner Soldaten die Brillanten zum Eichenlaub mit Schwertern zum Ritterkreuz des Eisernen Kreuzes verliehen."[4]